# Mitrella minor
Mitrella minor is een slakkensoort uit de familie van de Columbellidae. De wetenschappelijke naam van de soort is voor het eerst geldig gepubliceerd in 1836 door Scacchi.